# Notation Schoenflies
La notation Schoenflies (ou Schönflies ou Schönfließ), du nom d'Arthur Moritz Schoenflies, est l'une de deux conventions communes utilisées pour décrire les groupes ponctuels de symétrie (aussi appelés groupes cristallographiques). Cette notation est utilisée en spectroscopie. L'autre convention est la notation Hermann-Mauguin, aussi connue sous le nom de notation internationale. Un groupe ponctuel de symétrie dans la convention de Schoenflies est complètement adéquat pour décrire la symétrie de la molécule ; c'est suffisant pour la spectroscopie. Ces deux notations permettent aussi de décrire un groupe d'espace d'un réseau cristallin ; cependant, c'est la notation Hermann-Mauguin qui est utilisée en cristallographie.

## Éléments de symétrie
Les éléments de symétrie sont notés par i pour les centres de symétrie centrale (ou centres d'inversion dans le langage cristallographique), C pour des axes de rotation, σ pour des plans de réflexion (aussi appelés miroirs) et S pour des axes d'antirotation. C et S sont d'habitude suivis par un indice n pour la notation de l'ordre de rotation possible.
Selon la convention, l'axe de rotation direct de l'ordre le plus grand est défini comme l'axe principal. Tous les autres éléments de symétrie sont décrits par rapport à cela. Ainsi, les miroirs sont notés σv ou σh pour les miroirs verticaux (qui contiennent l'axe principal) et pour les miroirs horizontaux (perpendiculaires à l'axe principal).

## Groupe ponctuel de symétrie
En trois dimensions, il y a 32 groupes ponctuels cristallographiques, mais une infinité de groupes ponctuels moléculaires pour décrire la symétrie moléculaire.
- la lettre I (pour l'icosaèdre (solide platonicien à 20 faces triangulaires et pour le dodécaèdre, 12 faces pentagonales) indique plusieurs axes de rotation d'ordre 5. Si, de plus, il y a des plans de symétries parallèles aux axes d'ordre 5 alors le groupe est Ih.
- La lettre O (pour l'octaèdre) indique que le groupe a la symétrie d'un octaèdre (ou du cube), avec (Oh) ou sans (O) opérations indirectes (qui changent la chiralité).
- La lettre T (pour le tétraèdre) indique que le groupe a la symétrie d'un tétraèdre. Td inclut des opérations indirectes, T exclut des opérations indirectes et Th est T avec une inversion.
- Cn (pour groupe cyclique) indique que le groupe contient une rotation d'ordre n. Cnh est Cn avec une réflexion de plan perpendiculaire à l'axe de rotation. Cnv est Cn avec une réflexion de plan parallèle à l'axe de rotation.  Cni est sans aucun plan de symétrie comme Cn mais avec un centre d'inversion. Ce groupe est aussi anciennement noté Srn car, formellement, un axe de rotation d'ordre n et un centre d'inversion font une roto-inversion d'ordre n (voir ci-dessous).
- Sn (pour Spiegel, allemand de miroir) indique un groupe qui contient seulement une roto-inversion d'ordre n.
- Dn (pour dièdre, ou deux côtés) indique que le groupe contient une rotation d'ordre n plus une rotation d'ordre 2 d'axe perpendiculaire à l'axe de la rotation d'ordre n. Dnh a, de plus, une réflexion de plan perpendiculaire à l'axe de rotation d'ordre n. Dnv a, en plus des éléments de Dn, des réflexions de plans parallèles à l'axe de rotation d'ordre n.

Pour les groupes ponctuels cristallographiques, à cause du théorème de restriction cristallographique, n ne peut prendre que les valeurs 1, 2, 3, 4 et 6 (seules des mailles possédant ces symétries rotationnelles d'ordre n peuvent produire un pavage périodique de l'espace). En revanche, pour des objets comme des molécules, toutes les valeurs de n et même n = ∞ sont possibles. Par exemple, le buckminsterfullerène C60 cristallise dans un groupe d'espace cubique de symétrie ponctuelle Th, mais la symétrie ponctuelle de la molécule C60 est Ih.